# Sovstad
En sovstad (ej att förväxla med satellitstad)  är ett område i närheten av en större stad, som till största del består av bostäder. En sovstad ligger ofta i anslutning till antingen en större stad (jämför förort) eller en stor arbetsplats.
Typiskt för en sovstad är att den ofta saknar kulturella och sociala inrättningar för sina invånare som t.ex. skolor, sjukhus, kyrka, myndigheter, inköpsmöjligheter och förströelse, som finns i en satellitstad.[källa behövs]  En sovstad har ofta goda kommunikationer till den eller de platser där arbetsplatserna finns. Dessa används i stor utsträckning för resor mellan bostad och arbetsplats. I en sovstad finns i regel när- eller dagligvarubutiker men det är också många gånger det enda som finns. Exempel på svenska sovstäder är många förorter som uppstod inom ramen för miljonprogrammet som exempelvis Tensta och Rinkeby.[källa behövs]